# Pangrapta trimantesalis
Pangrapta trimantesalis är en fjärilsart som beskrevs av Walker 1859. Pangrapta trimantesalis ingår i släktet Pangrapta och familjen nattflyn. Inga underarter finns listade i Catalogue of Life.